# Axel Smith (konstnär)

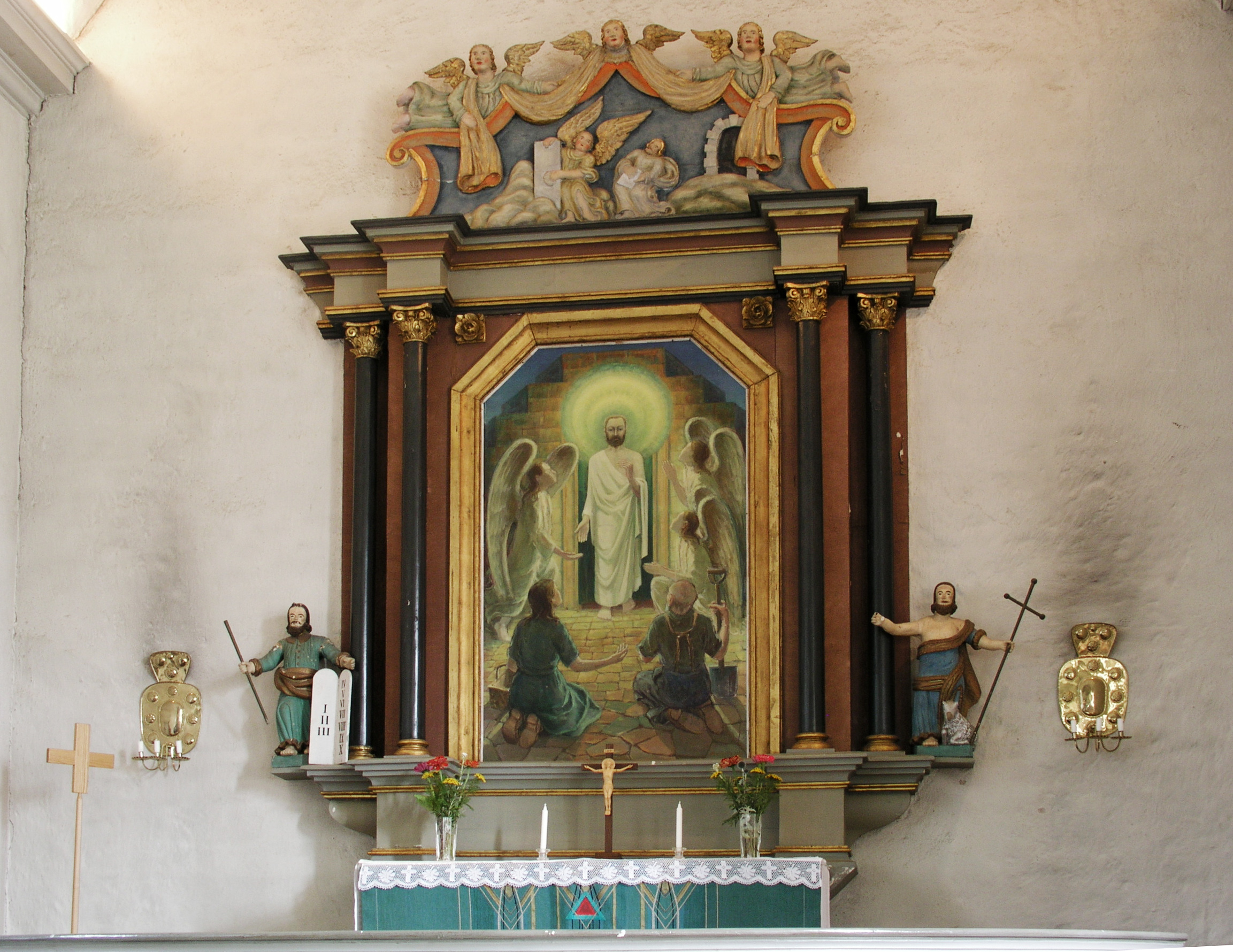
Altarmålning i Smedby kyrka, utförd av Axel Smith.

Axel Gotthard Smith, född 12 juni 1891 i Eslöv, död 16 juni 1970 i Förslöv, var en svensk målare, grafiker och konstpedagog.
Han var son till skomakaren Alfred Smith och Kristina Bengtsson och gift första gången 1916–1949 med textilkonstnären Gerda Anna Johanne Andreassen och andra gången med Sonja Elgström. Smith var från 1913 periodvis bosatt i Danmark där han i början av 1920-talet studerade vid Bonnéns målarskola och för Aksel Jørgensen vid Det Kongelige Danske Kunstakademi 1924–1928. Han företog ett flertal studieresor till bland annat Schweiz, Österrike, Paris och Tyskland och hans konst kom till stor del att präglas av den tyska och danska konstuppfattningen. Före den tyska ockupationen av Danmark drev han en egen målarskola i Köpenhamn. Tillsammans med sin första fru ställde han ut på Bachs konsthandel i Köpenhamn 1929 och tillsammans med Ossian Elgström och Folke Johansson i Halmstad 1950 samt tillsammans med Bengt Liljedahl och Gustaf Romare i Ängelholm 1963. Separat ställde han bland annat ut i Helsingborg, på Henning Larsens salong i Köpenhamn och Focks konsthandel i Stockholm samt nästan årligen sedan 1946 i Båstad. Han medverkade i Kunstnernes Efteraarsudstilling 1929–1934 och Charlottenborgs utställningarna i Köpenhamn på 1930-talet samt utställningar arrangerade av Skånes konstförening och Helsingborgs konstförening. Bland hans offentliga arbeten märks en altartavla i Smedby kyrka på Öland. Hans konst består av interiörer, stilleben, realistiska studier och landskapsskildringar.